# Ike Bertels
Ike Bertels is een Nederlandse documentairemaker. Ze studeerde in 1971 af aan het RICTS in Brussel.
In haar documentaires staan vaak sociaal-politieke kwesties centraal. Van 1991 tot 2001 was ze voorzitter van DIFA, Dutch Documentary & Independent Film Association.
Favoriete schrijver - Getuigenis is een dubbelportret over Jan de Hartog en Gerard Reve. De bevriende schrijvers gaan samen en apart in gesprek over de inspanningen van de Hartog voor de Amerikaanse Quaker beweging en Reve spreekt over succes, erkenning en literatuur.  Daarna maakte Bertels zes jaar later een andere documentaire over Jan de Hartog waar zijn vlucht voor de Duitsers vanaf april 1943 centraal staat.

## Filmografie
- 1983 - Vrouwen van de revolutie (televisiedocumentaire)
- 1986 - Ze wordt zo vergeetachtig
- 1988 - Een kras op het bestaan
- 1988 - De archeologie van het Rietveld-Schroder huis
- 1990 - Ga je voorgoed?
- 1992 - Favoriete schrijvers - Getuigenis
- 1993 - Treatment for traitors
- 1994 - Het pensioen van de guerilla
- 1996 - De Hollandse Tropenstijl
- 1998 - De vlucht van Jan de Hartog
- 2005 - Overzeeërs - De bladeren keren altijd terug naar de wortel
- 2008 - Laat papa even met rust (alleen producent)
- 2009 - Leo en Tineke Vrooman: soms is liefde eeuwig
- 2012 - Guerilla Grannies - Hoe in deze wereld te leven
- 2021 - Desert Paradise

## Prijzen
- Prix Nelson Mandela (Festival International du Film d'Amiens) voor Mozambique aka Treatment for traitors (januari 1993)
- Prémio Televisão (Avanca) voor Guerilla Grannies (januari 2013)
- Award Best Environmental Feature in LAO voor Desert Paradise (2022)